# Братская помощь
Братская помощь, или Братняк (пол. Bratnia Pomoc, Bratniak) — наименование неформальных организаций студенческой взаимопомощи в нескольких польских высших учебных заведениях.

## Цели и задачи организации
Целью этих организаций была материальная помощь малоимущим студентам, которая распределялась через систему беспроцентных, краткосрочных или долгосрочных кредитов или грантов, а также безвозмездных пособий для наиболее остро нуждающихся. Средства на эти цели привлекались из субсидий Академического Сената, из взносов всех членов Братской помощи, а также с постоянных доходов, таких например, как деятельность Комиссии по Издательской деятельности, подготовительных курсов в вузы, и нерегулярных доходов, которые обеспечивались в частности организацией развлекательных мероприятий. Была организована работа столовых, где питание студентов оплачивалось по сниженным ценам, в ведении организации находилось распределение мест в общежитиях. Братская помощь выступала посредником в получении студентами временной оплачиваемой работы, как во время учёбы, так и в период летних каникул. Косвенным действием этих организаций стала образовательная деятельность студентов среди городской бедноты и крестьянства, а также противодействие насильственной германизации и русификации.

## История
Такие организации стали стихийно возникать с середины XIX века. Первый братняк возник в 1859 году в Ягеллонском университете. Следующий братняк образовался в Варшавском университете в 1889 году.
До начала Второй мировой войны века братняки действовали в Варшавском, Львовском и Ягеллонском университетах. Деятельность братняков в это время поддерживалась Академическим союзом всепольской молодёжи. За пределами Польши до Второй мировой войны братняк действовал на территории Вольного города Данциг в оседле Поленгоф, в котором проживало польское население. Гданьский братняк, который назывался «Академический дом Братняк» поддерживал польских студентов в университете «Technische Hochschule der Freien Stadt Danzig» (сегодня — Гданьский политехнический университет).
В конце 30-х годов XX столетия деятельность Братской помощи характеризовалась сильным антисемитизмом. Братская помощь выступала за введение принципа Numerus nullus в польских учебных заведениях. Съезд руководителей Братской помощи в Кракове, 17 июня 1938 года распространил действие практики numerus nullus на ассистентов и профессоров. Это правило стало действовать и в Познанском Университете уже с 1936/37 учебного года, а в следующем учебном году ввели его в Академии Ветеринарной Медицины во Львове и в Горной Академии в Кракове. Братская помощь Познанского университета даже внесла изменения в свой Устав, где говорилось, что членства лишается тот, кто находится в дружеских отношениях с евреями и не сможет доказать в третьем поколении своего арийского происхождения.
Во время немецкой оккупации братняки помогали студентам, которые обучались в подпольных университетах. Возрождённые после войны, братняки в 50-х годах XX столетия стали уделять большее внимание политической деятельности, после чего были запрещены коммунистической властью и заменены Ассоциацией польских студентов.
C 1989 года во многих польских университетах стали возникать студенческие сообщества, продолжающие деятельность братняков.